# エアフルト連合議会

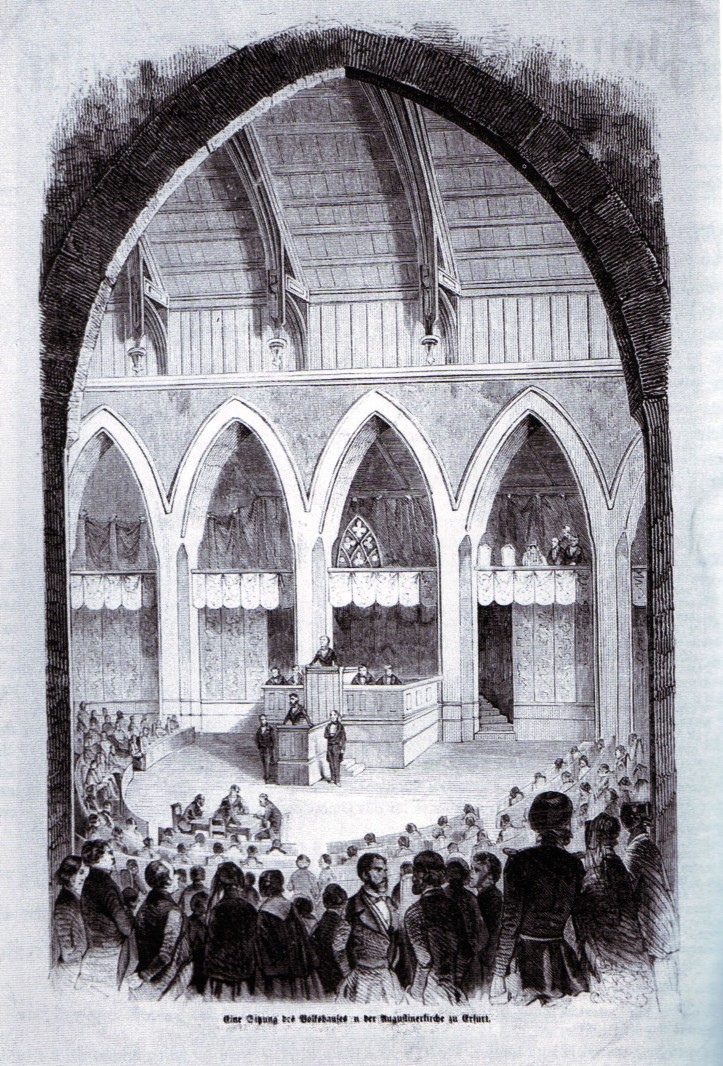
エアフルト連合議会の国民院

エアフルト連合議会（エアフルトれんごうぎかい、ドイツ語: Erfurter Unionsparlament）は、エアフルト憲法を審議するための機関である。1850年3月20日から同年4月29日まで、エアフルトのアウグスティーナー修道院において開催された。当初は「ライヒ議会」（Reichstag）と称されたが、議会の招集前（1850年2月）に、「ドイツ連合の議会」（Parlament der Deutschen Union）と改称された。

## 概要

1850年3月〜4月：エアフルト連合議会の議員が選出された邦（黄）、1850年2月の四王同盟に参加した邦（赤）

エアフルト連合議会は、2つの議院から構成されていた。連邦院（Staatenhaus）の議員は、各邦の政府及び議会によって任命され、国民院（Volkshaus）の議員は国民によって選出された。しかしながら、三級選挙法の適用によって、納税者である男性のみが選挙権を有しており、さらに、選挙制度は富裕層にとって極めて有利なものであった。そのため、左派は国民院議員選挙をボイコットした。
両院においては、右派の自由主義者が最も強力な勢力であった。彼らは、エアフルト連合の憲法草案を議会において一括して採択することに成功した。かくして、保守派が自己の望み通りに憲法を改正することを防止したのであった。プロイセン王国が主導したエアフルト連合は、結局のところ実現しなかったため、4月以降は、エアフルト連合議会が開催されることはなかった。

## 選挙
1849年5月26日、プロイセン、ハノーファー王国及びザクセン王国は、エアフルト憲法草案と国民院議員選挙法草案をもって、三王同盟を締結した。同年11月17日、「管理委員会」（Verwaltungsrat）は、1850年1月24日に国民院議員選挙を実施する旨を決定した。これは、第一次有権者（それによって選挙人を選出する実際の有権者）による第一次選挙であった。選挙人は、同年1月30日に国民院議員を選出することとなっていた。選挙の執行は、各邦の責任で行われた。連邦院は、各邦の政府及び議会によって半数ずつ任命された。
悪天候及び消極的な政治感情、すなわち、民主主義者や左派の自由主義者が選挙制度を非民主的であるとして拒否したことによって、選挙の遅延が生じた。清廉な（unbescholten）30歳以上の男性に選挙権が認められた。候補者についても同様であった。有権者は、富裕層に極めて有利な三級選挙法に基づいて投票を行った。
ほとんどの国民院議員が選出された後、管理委員会は、1850年2月13日に、同年3月20日を期してエアフルト連合議会を招集した。続いて、同年2月26日には、憲法草案に関する追加法が発表された。この中において、管理委員会は、いくつかの呼称を変更した（ここにおいて、「ライヒ議会」（Reichstag）は、「ドイツ連合の議会」（Parlament der Deutschen Union）と改称された。）。ハノーファーとザクセンがエアフルト連合への参加を希望しないこととなったため、連邦院の議員定数が規定し直されることとなった。最後の議会は、同年4月29日に開催されたが、議会は、形式的には、1850年12月18日まで存続した。

## 活動内容

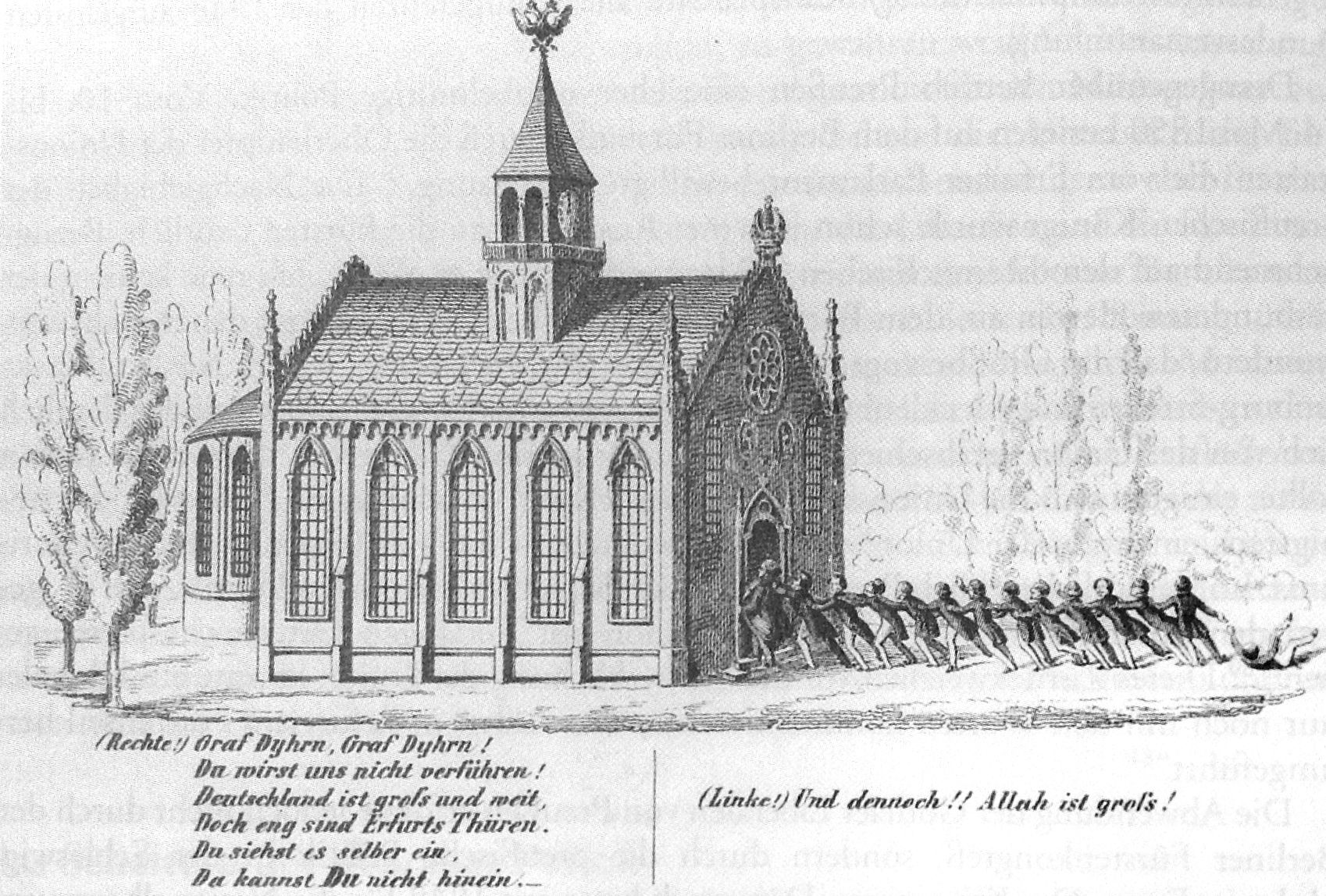
エアフルト連合議会。ドアの前に左派議員が立っている。

エアフルト連合議会は、フランクフルト国民議会と同様に、1850年3月20日の教会における礼拝（プロテスタントはde:Barfüßerkirche (Erfurt)において、カトリックはde:Wigbertikirche (Erfurt)において）から開始された。エアフルト連合議会は、政府の建物のホールで正式に開催された。ヨーゼフ・フォン・ラドヴィッツは、管理委員会の第一議長（erster Kommissarius）として議場に入り、開会宣言を行った。ラドヴィッツは、各邦政府との合意によって憲法制定の作業を行うことを要請するとともに、憲法草案を提示した。
フランクフルト国民議会とは異なり、エアフルト連合議会は、「仮中央権力」の設置や、ライヒ法の制定を行わなかった。その名称とは裏腹に、エアフルト連合議会は、議会ではなく、単なる憲法制定議会であった。そのため、エアフルト連合議会は、憲法に関する審議に集中することが可能であった。エアフルト連合議会における最も重要な争点は、エアフルト連合の組成を望むか否か、そして、エアフルト連合の組成を望むのであれば、従前の憲法草案を一括して採択するかどうかという点であった。これは、自由主義及び立憲主義を掲げるBahnhofsparteiという会派が採った路線であり、かつ、優勢な見解であった。極端な保守派や、大ドイツ主義者は、エアフルト連合を全面的に否定しており、他方で、穏健派は、憲法草案をさらに保守的に修正しようと試みていた。プロイセン政府もまた、憲法草案の修正を推進していた。

## 議員

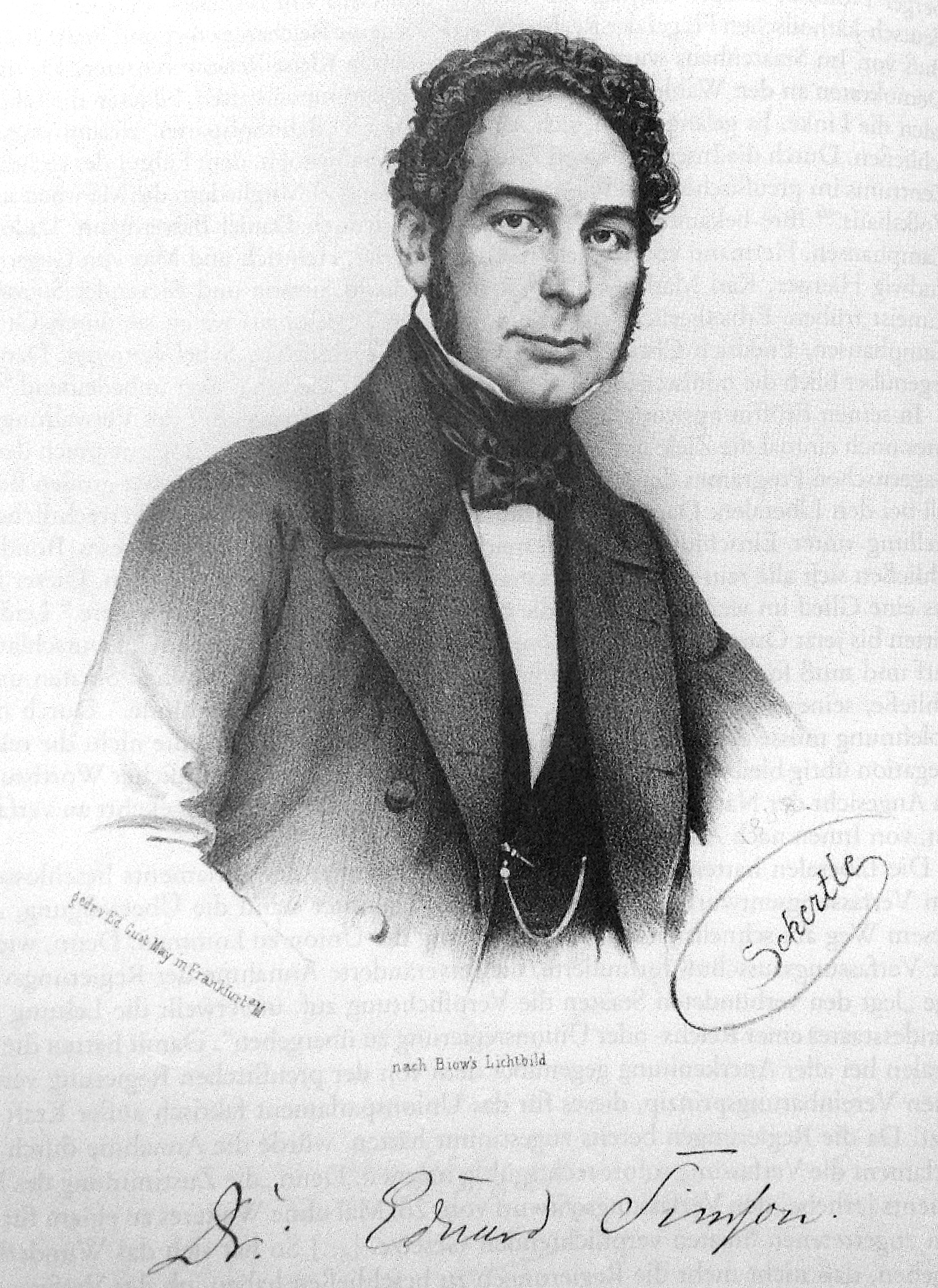
エドゥアルト・フォン・シムソン

追加法によれば、連邦院の議員定数は120名であったが、実際の議員は91名であった。このうち、プロイセンが40名、バーデンが10名、ヘッセン大公国とヘッセン選帝侯国が各7名、メクレンブルク＝シュヴェリーン及びナッサウ公国が各4名、ブラウンシュヴァイク公国、ザクセン＝ヴァイマル＝アイゼナハ大公国及びオルデンブルクが各2名（うち1名は欠員）であった。アンハルト＝ベルンブルク、アンハルト＝デッサウ、アンハルト＝ケーテン、ブレーメン、リッペ＝デトモルト、リューベック、メクレンブルク＝シュヴェリーン、ロイス＝グライツ侯国、ロイス＝ゲーラ侯国、ザクセン＝アルテンブルク公国、ザクセン＝コーブルク＝ゴータ公国、ザクセン＝マイニンゲン公国、シャウムブルク＝リッペ侯国、シュヴァルツブルク＝ルードルシュタット侯国、シュヴァルツブルク＝ゾンダースハウゼン侯国、ヴァルデック侯国、ピルモントは各1名であった。オルデンブルクの1名を除き、ハノーファーとザクセンは、各12名の議員を選任しなかった。
国民院の議員定数は261名であったが、実際の議員は223名であった。最大の派遣国はプロイセンの158名であり、バーデンが14名、ヘッセン大公国が9名、ヘッセン選帝侯国が8名であった。
エアフルト連合議会の議員のうち42名は、北ドイツ連邦のライヒ議会若しくはドイツ帝国の帝国議会又は1868年の関税議会に選出された。この中には、フランクフルト国民議会、エアフルト連合議会の国民院及びドイツ帝国の帝国議会において議長を務めたエドゥアルト・フォン・シムソンや、後の帝国宰相オットー・フォン・ビスマルクや、フランクフルト国民議会の憲法委員会における著名な委員であったゲオルグ・ベゼラーなどが存在していた。また、マックス・フォン・ガーゲルンは、1881年から1889年にかけて、オーストリア帝国議会の貴族院議員を務めていた。
当時、ロストック大学に勤務していた歴史学者カール・ヘーゲルは、エアフルト連合議会の議員でもあった。彼は、婚約者であるトゥーハー家のズザンナ・マリア・フォン・トゥーハーに対して詳細な手紙を書いており、エアフルト連合議会を取り巻く社会生活について、生き生きとした多様な洞察を提供している。

## 組織

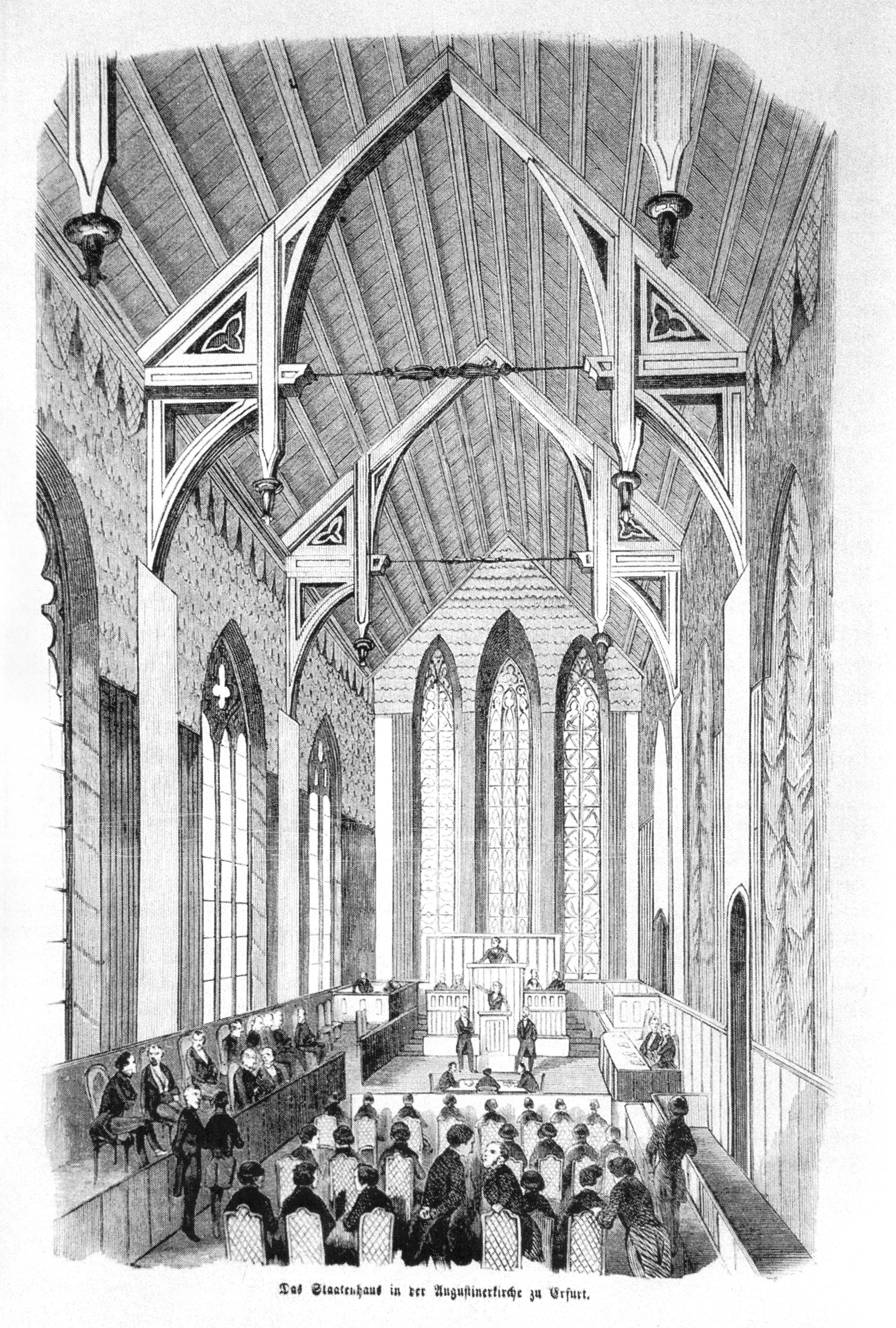
アウグスティーナー修道院の連邦院

アウグスティーナー修道院は、プロイセン王フリードリヒ・ヴィルヘルム4世が自ら議会の場として選定したものであった。フリードリヒ・ヴィルヘルム4世は、渋る修道院関係者に対し、礼拝の継続を確約しなければならなかった。さらに、建物の改修費用を援助した。
管理委員会は、議会に対し、議院規則、憲法草案、選挙法草案を提出した。草案は、まもなく正式に施行された。年長者議長（Alterspräsident）は、連邦院においてはフリードリヒ・アイヒホルンが、国民院においてはレオポルト・フォン・フランケンベルク・ルートヴィヒスドルフが務めた。1850年3月20日の最初の議会において、連邦院は、ルドルフ・フォン・アウエルスヴァルトを暫定議長に選出した。アウエルスヴァルトは、合計3回にわたって、大多数の可決をもって選出された。副議長には、クリスティアン・ベルンハルト・フォン・ヴァッツドルフ及びオットー2世（いずれも自由主義のBahnhofspartei所属）が選出された。連邦院は、1850年3月20日から同年4月29日まで、合計13回にわたって開催された。
国民院は、当初、年長者議長を選任したままであり、その後、3月25日に、エドゥアルト・フォン・シムソンを議長に選出した。副議長には、ヴィルヘルム・シェンク・ツー・シュヴァインスベルク及びマクシミリアン・ハインリヒ・ルーダー（いずれもBahnhofspartei所属）が選出された。書記担当議員（Schriftführer）には、保守派の若手議員であるオットー・フォン・ビスマルクが存在していた。国民院は、3月20日から4月29日まで、合計22回にわたって開催された。
3月23日、連邦院は、憲法委員会を設置し、Bahnhofsparteiの議員20名と右派の議員5名が参加した。委員長は、Bahnhofsparteiのアレクサンダー・フォン・シュライニッツが務めた。3月25日の国民院の憲法委員会には、Bahnhofsparteiの議員11名とSchlehdornという会派（保守派）及びKlammeという会派（BahnhofsparteiとSchlehdornの中間派）から各5名が参加した。委員長は、エルンスト・フォン・ボーデルシュヴィングが務めた。

## 院内会派

### Bahnhofspartei

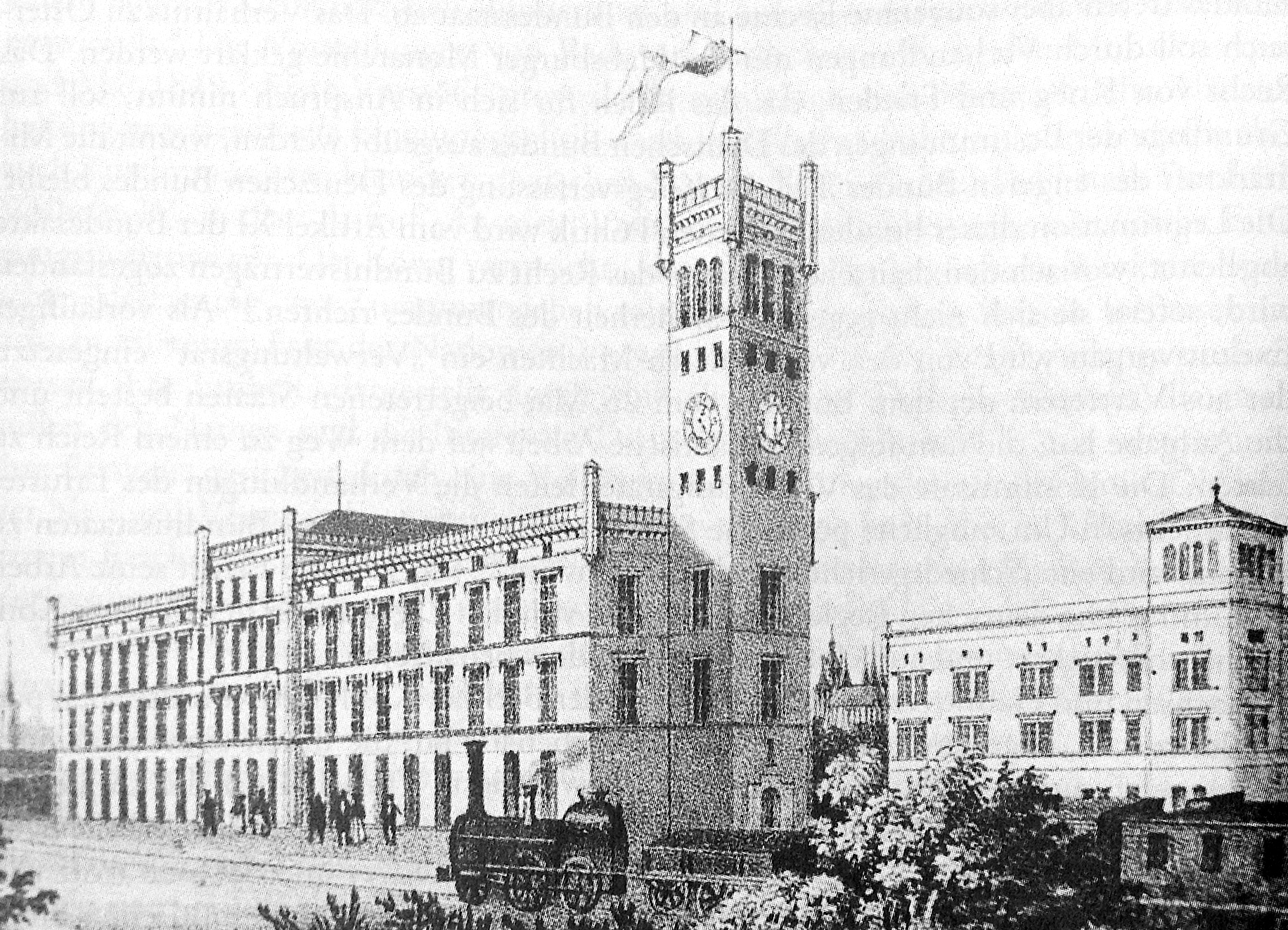
Bahnhofsparteiが参集したエアフルト駅

議会内に3つ又は4つ存在した会派は未だ不安定であり、連邦院と国民院にそれぞれ会派が存在した。最大の会派は、右派又は穏健な自由主義者であり、そのほとんどがフランクフルト国民議会においてカジノ派に属していた。彼らは、6月末のゴータ会議において、すでにエアフルト連合を組成する政策を受容していた。彼らは、エアフルト連合議会においては、新しい鉄道の駅に参集した。メンバーのグスタフ・フォン・ケラーが、テューリンゲン鉄道会社の取締役として、彼らのために会合の場を準備したのであった。
Bahnhofsparteiには、穏健保守派のエルンスト・フォン・ボーデルシュヴィングも含まれていた。彼のプログラムには、国民院議員91名と連邦院議員27名が署名した。彼らは、国民院においてわずかに過半数を占めていたが、Wilden（無所属議員）を利用して、自らの会派を強化することが可能であった。国民院の会派幹部は、アレクサンダー・フォン・ゾイロン、フリードリヒ・ネベルタウ、ハウボルト・フォン・シュペスハルト、アウグスト・ヘルゲンハーン、エルンスト・フォン・ボーデルシュヴィング、マクシミリアン・フォン・シュヴェリーン＝プツァー、ゲオルク・フォン・フィンケ、アウグスト・ゲスラーによって構成されていた。著名なメンバーは、フランクフルト国民議会の初代議長であり、後に1848年から1849年にかけてのドイツ国ライヒ大臣主席（Reichsministerpräsident）となったハインリヒ・フォン・ガーゲルンである。

### Schlehdorn

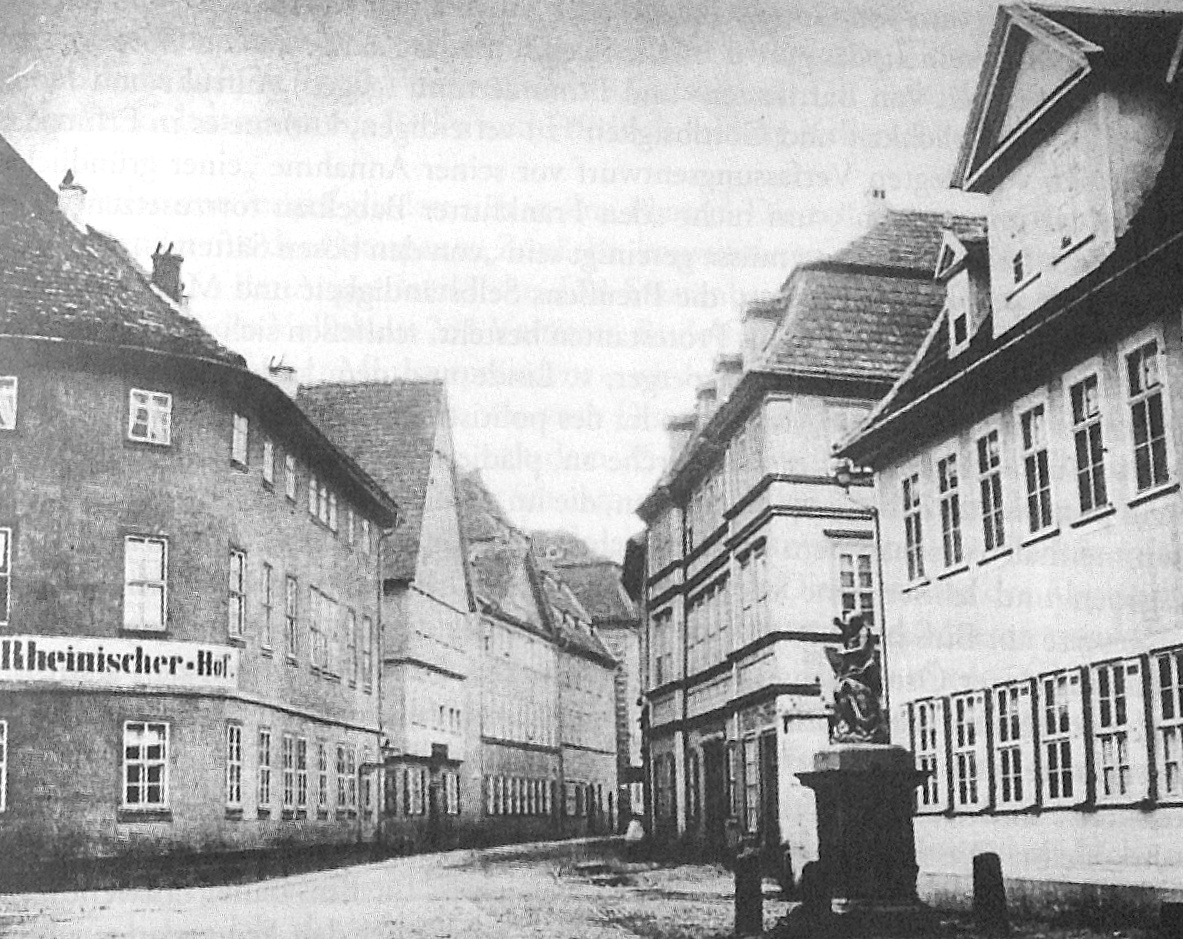
1900年ころのRheinischer Hof。かつてはSchlehdornと呼ばれていた。

保守派は、Schlehdornの宿屋で会合をもった。3月25日のプログラムでは、条件付きで憲法草案に合意した。すなわち、1849年5月以降に発生した出来事と知見だけではなく、各邦政府についても考慮する必要があった。3月30日までに、32名の署名者が見つかった。Schlehdornの指導者は、エルンスト・ルートヴィヒ・フォン・ゲルラッハ、フリードリヒ・ユリウス・シュタール、ルートヴィヒ・ヴァントルプであった。4月4日、シュタールのプログラムによって最終的に会派が設立され、シュタールは、幹事となった。Schlehdornは、プロイセン人のみで構成されており、国民院においては、プロイセン出身議員の約60パーセントを占めていた。

### その他の会派
Klemmeは、クレメなる人物のレストランに参集していた会派の名称である。憲法草案の一括採択には反対であったが、保守派よりも理解を得ようとする姿勢を示していたことから、BahnhofsparteiとSchlehdornとの中間に位置付けられていた。明らかな構成員は32名の議員であったが、それ以上の人数が引き合いに出されることもあった。幹事は、テオドール・ゴルトダンマー、ルートヴィヒ・フォン・ウルリッヒス、アレクサンダー・ファルクであった。
4月8日にThüringer Hofで開かれた会議では、連邦院に最右派の会派が登場した。彼らは、憲法草案を全面的に拒否しており、プロイセンの合併を阻止することを望んでいた。この右派の中には、いわゆるWilden（無所属議員）も含まれていた。彼らは、プロイセン首相フリードリヒ・ヴィルヘルム・フォン・ブランデンブルク、オットー・テオドール・フォン・マントイフェル、ラドヴィッツのような会派の規律に服することを望まなかった。
また異なる会派としてカウントされていたのが、カトリックの聖職者である教皇至上主義者（ウルトラモンタニズム）である。彼らは、大ドイツ主義者として、オーストリアを除外した統合を全面的に拒否した。連邦院にはこの会派が存在しなかったが、国民院においては、3月末にWeißen Roßに参集した10名ほどの議員で構成されていた。アウグスト・ライヒェンスペルガーは、4月6日、この会派から離反して、Schlehdornに所属した。この会派は、右派に属していたが、それは、イデオロギー的な親和性からではなく、ただエアフルト連合を拒否するという共通点からであった。